# منتخب السودان تحت 17 سنة لكرة القدم
منتخب السودان تحت 17 سنة لكرة القدم (بالإنجليزية: Sudan national under-17 football team)‏ هو ممثل السودان الرسمي في المنافسات الدولية في كرة القدم في فئة كرة قدم تحت 17 سنة للرجال، يديريه اتحاد السودان لكرة القدم.